# Етиен дьо Перш
Етиен дьо Перш или Стефан дьо Перш (на френски: Étienne du Perche) е френски рицар, участник в Четвъртия кръстоносен поход. Загива на 14 април 1205 г. в битката при Адрианопол в бой срещу войските на българския цар Калоян.

Роден около 1173 г.,Етиен дьо Перш е втория от петте синове на граф Ротру IV дьо Перш и Матилда, дъщеряра на Тибо IV, граф на Блоа и Шампан. Кръстен е на чичо си Стефан дьо Перш, който е архиепископ на Палермо.
Баща му и по-големият му брат Жофроа III дьо Перш през 1189 г. се присъединяат към Третия кръстоносен поход, където граф Ротру умира при обсадата на Акра. По време на отъствието им, Етиен дьо Перш управлява графството. След завръщането на Жофроа от Светите земи през 1193 г., заедно с него отива в Англия. Около 1200 г. Етиен дьо Перш дарява свои гори в района на Шартър на Ордена на Тамплиерите. През 1195 г. дьо Перш е васал на Ричард I Лъвското сърце, който освен английски крал е херцог на Нормандия и води война с френския крал Филип II. През 1199 г. Ричард I е убит и на английския престол се възкачва крал Джон Плантагенет.

През 1200 г. братът на Етиен – Жофроа „взима кръста“ и се присъединява към Четвъртия кръстоносен поход,но почива само две години по-късно в навечерието на кампанията. На предсмърното си легло, Жофроа заклева брат си да участва в похода и му поверява командването на контингетна от графство Перш. През май 1202 г. крал Джон става гарант на Етиен за заем от тамплиерите, с който да финансира похода си. Преди да замине, Етиен оставя вдовицата на брат си – Матилда за регент на графството и малолетния и син Томас дьо Перш.
През юни 1202 г. Етиен дьо Перш, начело на своя контингент се присъединява към сбора на основните френски сили при Шартър. Вероятно пътува в компанията на своя братовчед граф Луй дьо Блоа.През октомври той достига Венеция, но се разболява и не участва в превземането на Зара. През 1203 г. Етиен дьо Перш решава да не последва основната армия към Константинопол, а заминава за Южна Италия заедно с други рицари сред които Рено дьо Монмирай, Ротру дьо Монфор, Ренар дьо Дампиер и др. От там те отплават директно за Светите Земи, вероятно с отряда на Симон дьо Монфор.

След превземането на Константинопол през 1204 г., дьо Перш заедно с Рено дьо Монмирай и други рицари сред които Тиери дьо Термонд, Юг II Сент Омер и брат му Раул Тивериадски заминават за столицата на Латинската империя и дават клетва за вярност на император Балдуин I. При разрпеделението на новите земи между кръстоносците, Балдуин дава на Етиен дьо Перш, като наследствено владение херцогството Филаделфия в Мала Азия. Въпреки че кръстоносците не са достигнали Филаделфия, даването на такова голямо владение на дьо Перш е свидетелство, че той е е считан от Балдуин за един от важните рицари на империята. В Константинопол, Етиен влиза в баронския съвет на императора и отново се събира с братовчед си граф Луй дьо Блоа. През април 1205 г. Етиен дьо Перш следва император Балдуин, който обсажда бунтовния град Адрианопол в Тракия. На 14 април в разразилата се битка при Адрианопол, рицарите са въвлечени в капан от лека куманска конница и са разбити от армията на българския цар Калоян. Етиен дьо Перш загива в сражението заедно с приятелят си Рено дьо Монмирай и братовчед им граф дьо Блоа.